# Unipol Domus
O Unipol Domus, também conhecido anteriormente como Sardegna Arena, é um estádio multiuso localizado em Cagliari, comuna, capital e maior cidade da região autônoma da Sardenha, na Itália.
A praça esportiva, usada principalmente para o futebol, pertencente a Comuna de Cagliari, foi inaugurada em 10 de setembro de 2017 e tem capacidade aproximada para 16 416 espectadores.

## História

### Construção
A construção da Sardegna Arena começou em 3 de maio de 2017 e terminou em setembro de 2017. O estádio temporário levou 127 dias e custou oito milhões de euros. A praça inicialmente ofertou capacidade para 16 233 torcedores.

### Inauguração
A partida inaugural aconteceu em 10 de setembro de 2017. Na ocasião, o Cagliari recebeu o Crotone em partida válida da 3.ª rodada da temporada de 2017–18 do campeonato da Série A da Itália.

### Mudança de nome
Em 23 de julho de 2021, o Cagliari anunciou a parceria de dez anos com a Unipol, um dos principais grupos seguradores da Europa, e a consequente venda do "naming rights" tanto para o estádio temporário quanto para o futuro estádio definitivo. Com esse acordo, a Sardegna Arena mudou seu nome para Unipol Domus.
| 10 de setembro de 2017 — 22 de julho de 2021 | Sardegna Arena |
| Desde 23 de julho de 2021                    | Unipol Domus   |

### Construção de um novo estádio e demolição da Unipol Domus
A Unipol Domus será o lar do Cagliari até a conclusão do novo e definitivo estádio do clube. Uma vez aprovada, a instalação será desmontada e o terreno que ocupa será reaproveitado como área de serviço para o novo estádio. O clube espera jogar na Unipol Domus até 2025.